# バドンカドンク
バドンカドンクは、フリーで活動する日本の男女お笑いコンビ。かつてはワタナベエンターテインメントに所属していた。
前身となるトリオ「らびっとビーチ」についても本項にて記述する。

## メンバー
ゆうき（1989年10月4日 -（35歳））
ツッコミ担当。
大阪府出身。
アイドルオタク
元AKB48の小嶋 陽菜が好きで、会う為にお笑い芸人を始めた。
加納（Aマッソ）率いる「Aマッソ加納軍団」の一員。

ダニエルU.S.A.（ダニエルユーエスエー、1989年11月17日 -（35歳））
ボケ担当。
日本で産まれ、赤ちゃんの時にアリゾナ州へ引っ越す。
高校はコネチカット州で過ごし、大学はコロラド州の大学にサッカーの推薦で進学。
アメリカ合衆国出身。
来日したきっかけは『志村けんのバカ殿様』で、志村けんに影響を受けて芸人を目指した。
先輩の藤原史織からピザ柄のスニーカーをプレゼントされた。
サッカーのユニフォームを集めるのが趣味

### らびっとビーチ時代のメンバー
航（本名：関 航〈せき わたる〉1993年5月30日 -（31歳））
動き及びボケ担当。
高知県出身。
中高連続で野球部に所属し、主に代走を務めていた。中3では全国大会優勝、高3では県大会にて準優勝を果たす。スポーツ推薦で大阪の大学に進学したものの芸人の道を捨てきれず、親へ相談し卒業を条件として芸人になるのを認めてもらった。
2023年12月31日を以て脱退に伴い引退。

## 出演
- ウチのガヤがすみません!（日本テレビ）[2][6]
- 笑神様は突然に…（日本テレビ）- TOKYO COOL、ぱーてぃーちゃん、都留拓也（ラパルフェ）、ミクミクサイダー、土井レミイ杏利などが参加した「笑神芸人発掘最終オーディション」において優勝[7]。特典として橋本環奈・上白石萌音・ミキによるロケの一部で登場した[8]。